# René Benefi
René Benefi (* 1. června 1974) je bývalý český fotbalový záložník.

## Hráčská kariéra
V nejvyšší soutěži hrál za FC Karviná, kde působil i ve druhé lize. Druhou ligu hrál také za Svit Zlín. V Moravskoslezské fotbalové lize nastupoval za B-mužstvo Baníku Ostrava.

## Ligová bilance
| Ročník                          | Zápasy | Góly | Minuty | Klub              |
| ------------------------------- | ------ | ---- | ------ | ----------------- |
| MSFL 1993/94                    | –      | 1    | –      | Baník Ostrava „B“ |
| MSFL 1994/95                    | –      | 0    | –      | Baník Ostrava „B“ |
| MSFL 1995/96                    | –      | 0    | –      | Baník Ostrava „B“ |
| 2. česká fotbalová liga 1995/96 | 11     | 0    | –      | FC Karviná        |
| 1. česká fotbalová liga 1996/97 | 26     | 1    | 2 219  | FC Karviná        |
| MSFL 1997/98                    | –      | 1    | –      | Baník Ostrava „B“ |
| 2. česká fotbalová liga 1997/98 | 5      | 1    | –      | Svit Zlín         |
| Gambrinus liga 1998/99          | 23     | 0    | 1 670  | FC Karviná        |
| 2. česká fotbalová liga 1999/00 | 22     | 0    | –      | FC Karviná        |
| CELKEM 1. LIGA                  | 49     | 1    | 3 889  |                   |